# 메기의 추억 (영화)
《메기의 추억》은 2019년에 개봉한 대한민국의 영화이다.

## 캐스팅
- 정인철  : 마 노인 역
- 전채련  : 추노파 역
- 이동욱  : 철구 역
- 홍해린  : 효순 역
- 황태현  : 어린 달수 역
- 김국현  : 국사장 역
- 김지니  : 우연실 역
- 최미교  : 복지사 역
- 박효근  : 박호구 역
- 박준철  : 칠성 역
- 우명덕  : 명덕 역
- 이혜령  : 달수 모 역
- 서예빈  : 나은이 역
- 신승환  : 신씨 역
- 한미래  : 문방구주인 역
- 정시아  : 품바 역
- 박흥열 : 태극기 역
- 박대성 : 박영감 역
- 박병열 : 의사 역
- 현동현 : 경찰 역
- 태산 : 태씨 역
- 안궁 : 웨이터 역
- 박칠성
- 김정철